# Основание государства
Основа́ние госуда́рства — формальный процесс учреждения нового государства. Необходимыми условиями процесса являются, по меньшей мере, определение территории государства и его территориальных границ, а также провозглашение новообразованного государства.
Провозглашение включает в себя процесс признания нового государства членами мирового сообщества. К моменту основания государства может быть обнародована конституция, переходная конституция, либо может быть заявлено о созыве учредительного собрания, которое осуществляет
составление конституции и выборы главы государства.